# Renée Doria
Pour les articles homonymes, voir Doria.
Renée Doria, née Renée Cutzach, est une soprano colorature française, née le 13 février 1921 à Perpignan (Pyrénées-Orientales) et morte le 6 mars 2021 à Coulommiers (Seine-et-Marne).

## Biographie
Après des études musicales très complètes (piano, solfège, harmonie) elle se consacre au chant et se produit en concert dès l'âge de dix-huit ans. Ses grands débuts ont lieu en 1942, à l'Opéra de Marseille, dans le rôle de Rosine du Barbier de Séville.
Elle débute à l'Opéra-Comique en 1944, dans le rôle-titre de Lakmé, qui deviendra son rôle fétiche, et à l'Opéra de Paris en 1947, dans le rôle de la Reine de la Nuit de La flûte enchantée. Désormais lancée, les prises de rôles se succèdent : Fiordiligi, Leïla, Philine, Marguerite, Juliette, Ophélie, Olympia, Manon, Thaïs, Lucia, Norina, Gilda, Violetta, etc.
Elle paraît sur toutes les grandes scènes de France et aussi en Algérie (Alger et Oran), ainsi qu'en Hollande et en Italie. En trente ans de carrière, Renée Doria a chanté plus de soixante rôles.
À partir de 1944, elle a contribué à beaucoup d'émissions lyriques de la radio nationale et des radios étrangères. En 1948, alors qu'elle avait déjà mis à son répertoire les quatre personnages féminins des Contes d'Hoffmann, elle fut la poupée Olympia dans la première version enregistrée de ces Contes. De 1949 à 1952, E.M.I.-Pathé-Marconi lui proposa de nombreux enregistrements, toujours en 78 tours. Ses contrats l'empêchèrent souvent d'accepter. En 1953, à la Schola Cantorum, ce fut pour la firme Cæcilia, un vaste programme de mélodies françaises : Charles Gounod, Jules Massenet, Claude Debussy, Maurice Ravel, puis, sous divers labels et en versions anthologiques, Le Barbier de Séville de Gioacchino Rossini, Les Pêcheurs de perles de Georges Bizet, La Bohème de Giacomo Puccini, Madame Butterfly du même, Les Noces de Jeannette de Victor Massé, Les Huguenots de Giacomo Meyerbeer, Lakmé de Léo Delibes. 
En 1955 elle signa un contrat avec Philips France, inaugurant le catalogue lyrique de cette firme, avec La Veuve joyeuse de Franz Lehar, La Vie Parisienne de Jacques Offenbach (Grand Prix du Disque), Le Pays du sourire de Franz Lehar, une sélection de Manon de Jules Massenet avec Alain Vanzo et Adrien Legros (1956). À partir de 1959, chez Véga-Decca, vinrent les intégrales en stéréo, de Mireille de Charles Gounod, Thaïs de Massenet et Rigoletto de Giuseppe Verdi, et des extraits du Pré aux clercs de Ferdinand Hérold. Ainsi que le morceau La prière de Milagros, extraite d'un opéra de Maurice Perez : Rocio, qu'elle avait créé, à Mulhouse, avec Ninon Vallin. 
Entre 1965 et 1975, des extraits de La Veuve joyeuse, du Pays du sourire, de La Chauve-Souris de Johann Strauss fils, du Baron Tzigane du même, etc. Puis ce fut, en 1978, en première mondiale, l'intégrale de Sapho de Jules Massenet.

## Discographie sélective
- Jacques Offenbach, Les Contes d'Hoffmann, avec Raoul Jobin, Renée Doria (Olympia), Vina Bovy, Géori Boué, Bourvil, Orchestre de l'Opéra Comique de Paris, direction André Cluytens, 1948 (Naxos)
- Charles Gounod, Mireille, avec Renée Doria, Michel Sénéchal, Solange Michel, Christiane Stutzmann, Robert Massard, Adrien Legros, Aimé Doniat, Chœur et Orchestre symphonique de Paris, direction Jésus Etcheverry, février-mars 1962 (Accord)
- Jules Massenet, Thaïs, avec Renée Doria, Robert Massard, Michel Senéchal, Gérard Serkoyan, Chœur et Orchestre de Paris, direction Jésus Etcheverry, 1961 (Accord)
- Gioachino Rossini, Le Barbier de Séville, (version d'anthologie en français), avec Alain Vanzo (Almaviva), Robert Massard (Figaro), Adrien Legros (Basile), Julien Giovannetti (Bartholo), Orchestre symphonique non précisé, direction Jésus Etcheverry (Orphée stéréo LDO STE 50 007, sans date)
- Giuseppe Verdi, Rigoletto, avec Renée Doria (Gilda), Guy Fouché, Ernest Blanc, Denise Scharley, Gerard Bourreli, Maria Valetti, Maurice Faure, André Dumas, Orchestre sous la direction de Pierre Cruchon - Pléiade P3076 (en version française)
- Jules Massenet, Manon , avec Renée Doria (Manon), Alain Vanzo (Chevalier Des Grieux), Robert Massart (Lescaut), sous la direction de Jésus Etcheverry (1956)
- Jules Massenet, Sapho, avec Ginès Siréra, Adrien Legros et Gisèle Ory, sous la direction de Roger Boutry (1976).